# Barbara Stöttinger
Barbara Stöttinger ist eine österreichische Betriebswirtschaftlerin und Marketingprofessorin und Dean of Executive Education an der HEC Paris.

## Werdegang
Stöttinger ist Mitglied der Academy of International Business, der European Marketing Academy (EMAC), der European International Business Academy (EIBA), des Consortium of International Marketing Research (CIMaR) und der Academy of Marketing Science (AMS). Sie war im Editorial Board des Journal of International Marketing (JIM, 2003–2007) und des Journal of Teaching in International Business (laufend). Sie war 2014 Gastwissenschaftlerin an der Gustavson School of Business, University of Victoria, Kanada. 2003 erfolgt ihre Habilitation an der WU Wien (Wirtschaftsuniversität), Österreich. 1993 war sie Ph.D. WU Wien Wirtschaftsuniversität, Department für Marketing, Österreich. Sie erhielt 1989 einen Magister in Betriebswirtschaftslehre, Fachrichtung Handelswissenschaften/International Business AdministrationWU Wien, Österreich. Forschungs- und Studienaufenthalte hatte sie an der Michigan State University, Vereinigte Staaten University of Texas/Austin, Vereinigte Staaten, ESSCA, Frankreich, University of Surrey, Vereinigtes Königreich.

## Forschungsinteresse
- Globale Preisstrategien von KMUs
- Identität und Konsumentenverhalten
- Konsum von gefälschten Produkten
- Verhandeln von Konsumenten

## Veröffentlichungen
Die Forschungsschwerpunkte von Stöttinger liegen im Bereich des globalen Marketings, mit besonderem Fokus auf globalen Preisstrategien, dem Internationalisierungsprozess von kleinen und mittelständischen Unternehmen, der Exportperformance- und Erfolgsfaktorenforschung sowie speziellen Fragestellungen des internationalen Konsumentenverhaltens. Ihre Arbeiten wurden in führenden Fachzeitschriften wie Journal of International Marketing, Advances in International Marketing, International Business Review, Management International Review, Marketing Education Review, Psychology & Marketing, Journal of Brand Management, Journal of Consumer Behavior, Business Horizons und International Marketing Review veröffentlicht. Sie ist außerdem Mitautorin eines Lehrbuchs über Global Marketing Management (auf Deutsch, mit Warren J. Keegan und Bodo B. Schlegelmilch, Oldenbourg, München, 2002).

## Mitgliedschaften
- Amerikanische Marketing-Vereinigung (AMA)
- Europäische Marketing-Akademie (EMAC)
- Akademie der Internationalen Wirtschaft (AIB)
- Europäische Akademie für Internationale Wirtschaft (EIBA)
- Arbeitsgemeinschaft für Internationale Marketingforschung (CIMaR)

## Berufliche Erfahrung
Stöttinger war Produktgruppenleiterin in der Unterhaltungselektronikindustrie und war als Beraterin und/oder Trainerin für Unternehmen wie 3M, Johnson & Johnson Medical, Österreichische Nationalbank, Amerikanische Handelskammer, Veterinärmedizinische Universität Wien, Europapier, KTM, Umdasch, Reuters, T-Mobile, Agrana, Philips, Worthington tätig.